# Centrum Dialogu „Przełomy”

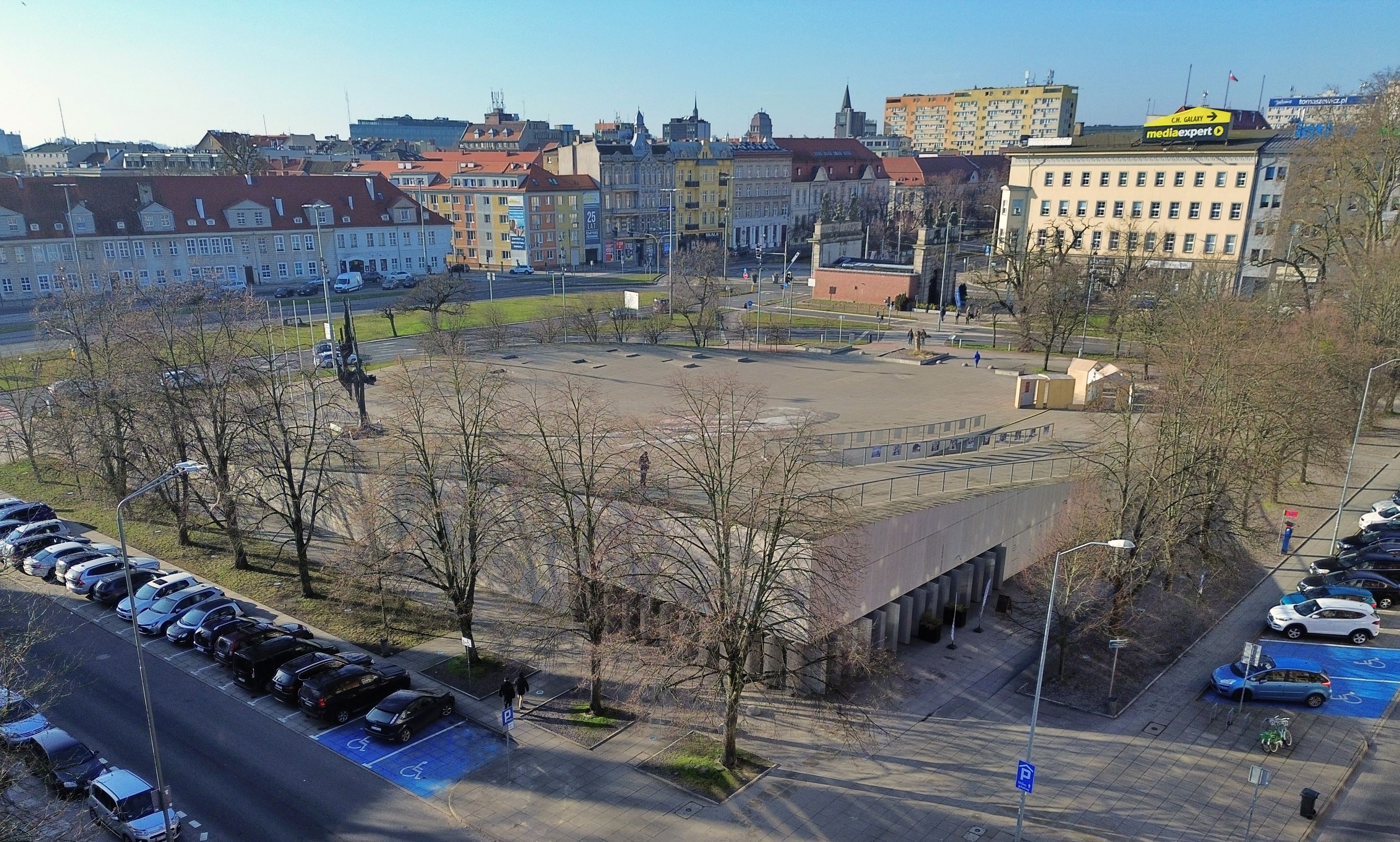
Centrum Dialogu „Przełomy”

Centrum Dialogu „Przełomy” – pawilon wystawowy Muzeum Narodowego w Szczecinie, przeznaczony na wystawy i edukację o najnowszych dziejach Szczecina i Pomorza Zachodniego. Projektantem jest firma architektoniczna KWK Promes Roberta Koniecznego. Jest to budynek podziemny, zagłębiony w Plac Solidarności, na którym znajduje się Pomnik Ofiar Grudnia 1970 Czesława Dźwigaja. Plac Solidarności jest położony w sąsiedztwie dawnego Komitetu Wojewódzkiego PZPR, w miejscu demonstracji i walk ulicznych w grudniu 1970, podczas których zginęło 16 osób.
Celem ekspozycji jest pokazanie przełomowych momentów historii pomorskiej, począwszy od włączenia Szczecina w granice państwa polskiego w wyniku porozumień poczdamskich w 1945, ze szczególnym uwzględnieniem momentów buntu społecznego (1970, 1981, 1989), które doprowadziły do odzyskania przez Polskę suwerenności w 1989.
Centrum zostało otwarte dla publiczności 25 stycznia 2016.

## Geneza
Dzieje Pomorza Zachodniego po 1945 określiła Konferencja w Poczdamie, w wyniku której Niemcy zamieszkujący Pomorze Zachodnie zostali wysiedleni, a w ich miejsce przybyła ludność polska. Ze względu na oficjalną historiografię PRL, silnie zideologizowaną i chronioną cenzurą, do 1989 nie było możliwości publikowania i upowszechniania bezstronnych badań historii pomorskiej. Jedyna instytucja muzealna w Szczecinie – Muzeum Narodowe – od 1970 dysponowała oddziałem historycznym w Ratuszu Staromiejskim (Muzeum Historii Szczecina), którego wystawy niewiele miejsca poświęcały polskiej historii regionu i miasta. Ze względu na historyczną rolę Szczecina w buncie przeciwko PRL, wśród elit intelektualnych i politycznych regionu po 1989 narastało przekonanie, iż znaczenie miasta w tych wydarzeniach jest pomijane w polskiej polityce historycznej i mało znane. Szczególnie dotkliwe było pominięcie Szczecina w obchodach 25. rocznicy Sierpnia '80.
Muzeum Narodowe w Szczecinie (MNS) usiłowało wypełnić tę lukę. Pierwsze wystawy czasowe ukazujące problem wysiedlenia Niemców i problemy historyczne Pomorza Zachodniego zostały zorganizowane przez MNS w gmachu przy Wałach Chrobrego:
- „Ojczyzna wielu” (2002–2005)
- „Codzienność historii w 60-lecie państwowości polskiej na Pomorzu Zachodnim” (2005)

Powierzchnia każdej z wystaw z osobna przewyższała powierzchnię wystawową Ratusza Staromiejskiego. MNS sygnalizowało brak miejsca na stałą ekspozycję historyczną dziejów Szczecina po 1945. W tym czasie dziennikarka szczecińska Agnieszka Kuchcińska-Kurcz zaproponowała ideę „muzeum przełomów”, instytucji zajmującej się popularyzowaniem roli Szczecina w przełomowych dla historii powojennej Polski momentach. Pomysł stał się początkiem dyskusji społecznej, przede wszystkim co do formy instytucji, która zyskała nazwę Centrum Dialogu Przełomy (CDP). Ścierały się koncepcje nowej instytucji o charakterze naukowym i edukacyjnym, z koncepcją rozszerzenia MNS. Decyzję należało podjąć w czasie umożliwiającym wykorzystanie II transzy funduszy europejskich (Regionalny Program Operacyjny) do wniesienia odpowiedniej siedziby.
Wskutek porozumienia między władzami Samorządu Województwa Zachodniopomorskiego (organ założycielski MNS) i Miasta Szczecin (właściciel terenu) podjęto decyzję o umiejscowieniu CDP na Placu Solidarności, a inwestycję i prowadzenie Centrum powierzono Muzeum Narodowemu. Inwestycja została wpisana przez marszałka województwa zachodniopomorskiego na tzw. listę kluczowych projektów zachodniopomorskiego RPO. Zapewniło to finansowanie inwestycji bez konieczności uczestniczenia w procedurze konkursowej. W 2009 Muzeum ogłosiło konkurs architektoniczny na siedzibę CDP, który wygrał Robert Konieczny i jego firma KWK Promes. Budowę rozpoczęto w 2012. W 2013 został powołany nowy dział MNS – Centrum Dialogu Przełomy. Jego kierownikiem została Agnieszka Kuchcińska-Kurcz. Idea wystawy była przedmiotem wielu dyskusji historyków i uczestników wydarzeń sierpniowych (Andrzej Milczanowski, Piotr Mync). Punktami wyjścia były: koncepcja przedstawiona przez Agnieszkę Kuchcińską-Kurcz („Muzeum Przełomów” – czerwiec 2005), i opracowany ze strony Muzeum Narodowego w Szczecinie przez dr Małgorzatę Machałek „Scenariusz ekspozycji Centrum Dialogu «Przełomy»” (luty 2011).

## Siedziba

### Historia placu Solidarności

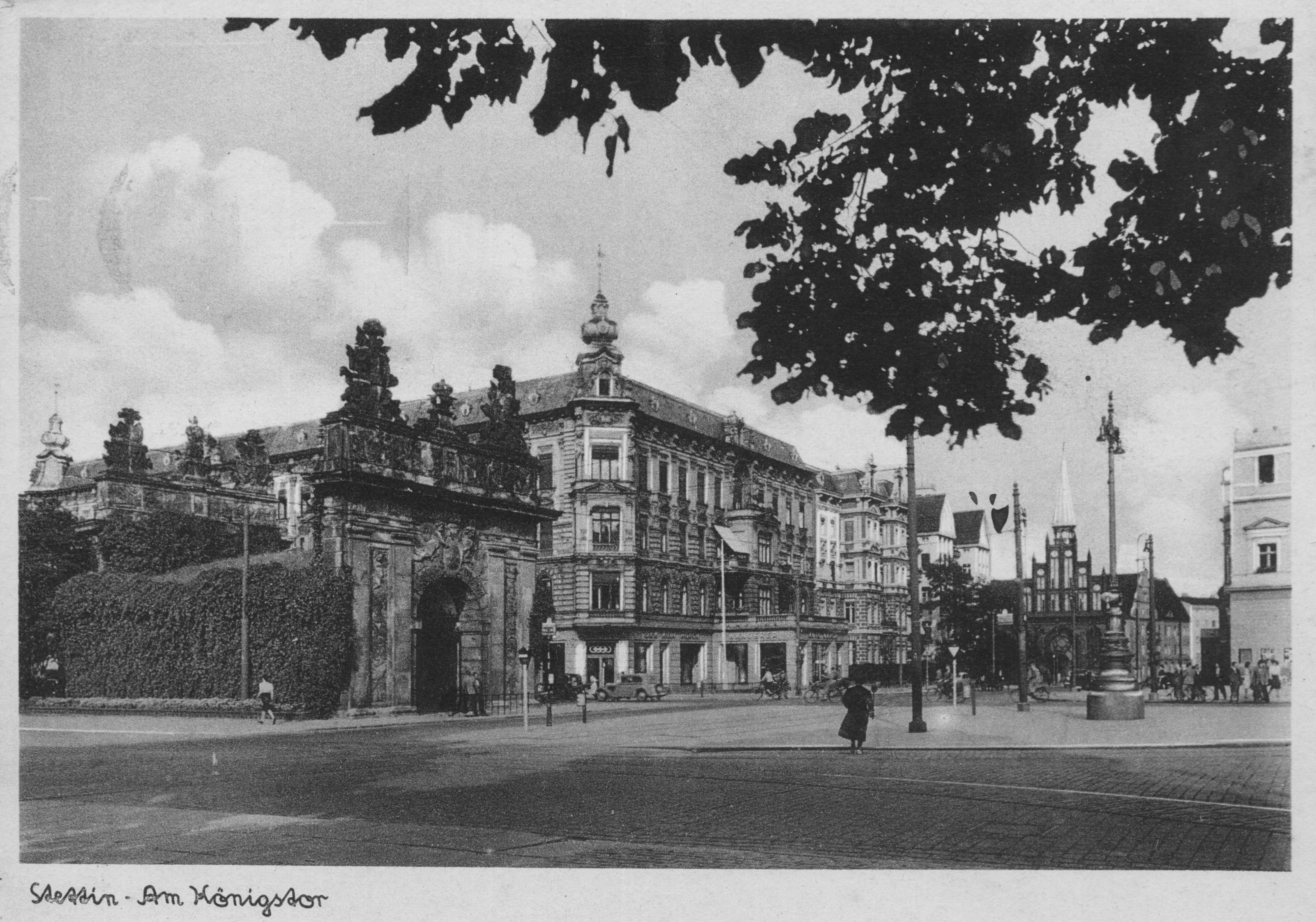
Zabudowa kwartału przy Königsplatz przed 1945 r.

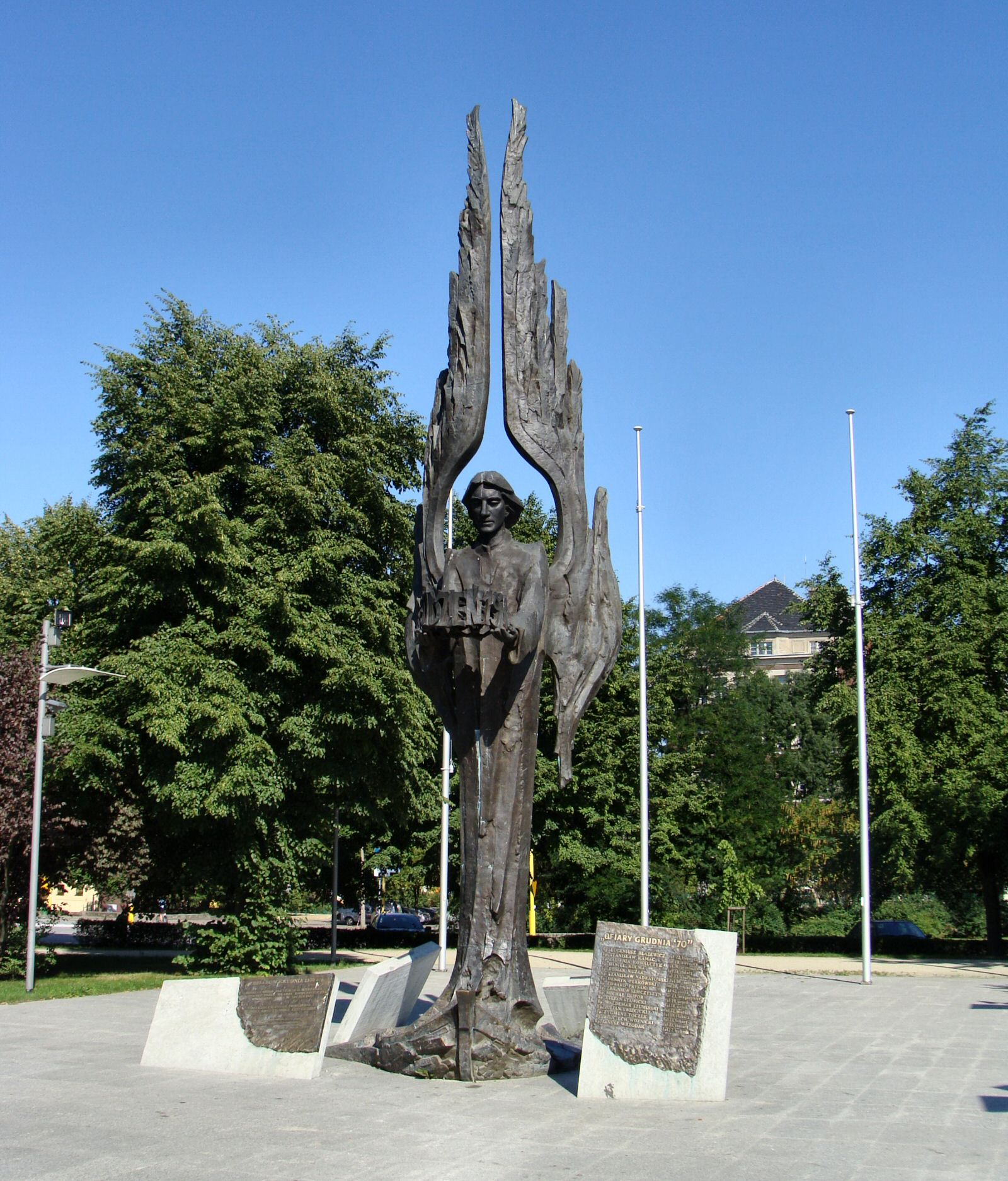
Pomnik Ofiar Grudnia 1970 (tzw. Anioł Wolności) na placu Solidarności

Pod koniec XIX w., na kwartale przylegającym do Königsplatz (obecnie Plac Żołnierza) rozpoczęto budowę czterokondygnacyjnych kamienic usługowo-mieszkalnych. Zabudowania zostały zniszczone wskutek bombardowania przeprowadzonego przez brytyjskie bombowce (w nocy z 29 na 30 sierpnia 1944). Po objęciu Szczecina przez stronę polską w 1945 zabudowań nie odtworzono, a powstały plac zaczęto stopniowo obsadzać zielenią. W latach 60. XX w. utworzono na nim plac zabaw dla dzieci – usytuowana tam łódź rybacka zapisała się w wydarzeniach Grudnia ’70 dzięki próbie jej użycia przez strajkujących wówczas robotników do staranowania bramy mieszczącej się w pobliżu siedziby Komendy Wojewódzkiej Milicji Obywatelskiej i Służby Bezpieczeństwa (ul. Małopolska 47). Podczas grudniowych zajść z okien ówczesnej komendy milicji padły strzały w stronę robotników znajdujących się na placu, zabito szesnastu z nich, blisko stu zostało rannych.
Obecnie plac Solidarności pełni funkcję miejsca pamięci manifestacji ówczesnej opozycji, a także symbolu zjednoczonego oporu wobec władz komunistycznych. W celu upamiętnienia jego znaczenia 28 sierpnia 2005 odsłonięto Pomnik Ofiar Grudnia 1970 autorstwa Czesława Dźwigaja. Pomnik przedstawia postać „Anioła Wolności” trzymającego koronę cierniową z napisem „Grudzień 1970”, u jego stóp umieszczono tablicę z nazwiskami 16 osób poległych w zamieszkach grudniowych w 1970.

### Pawilon wystawowy

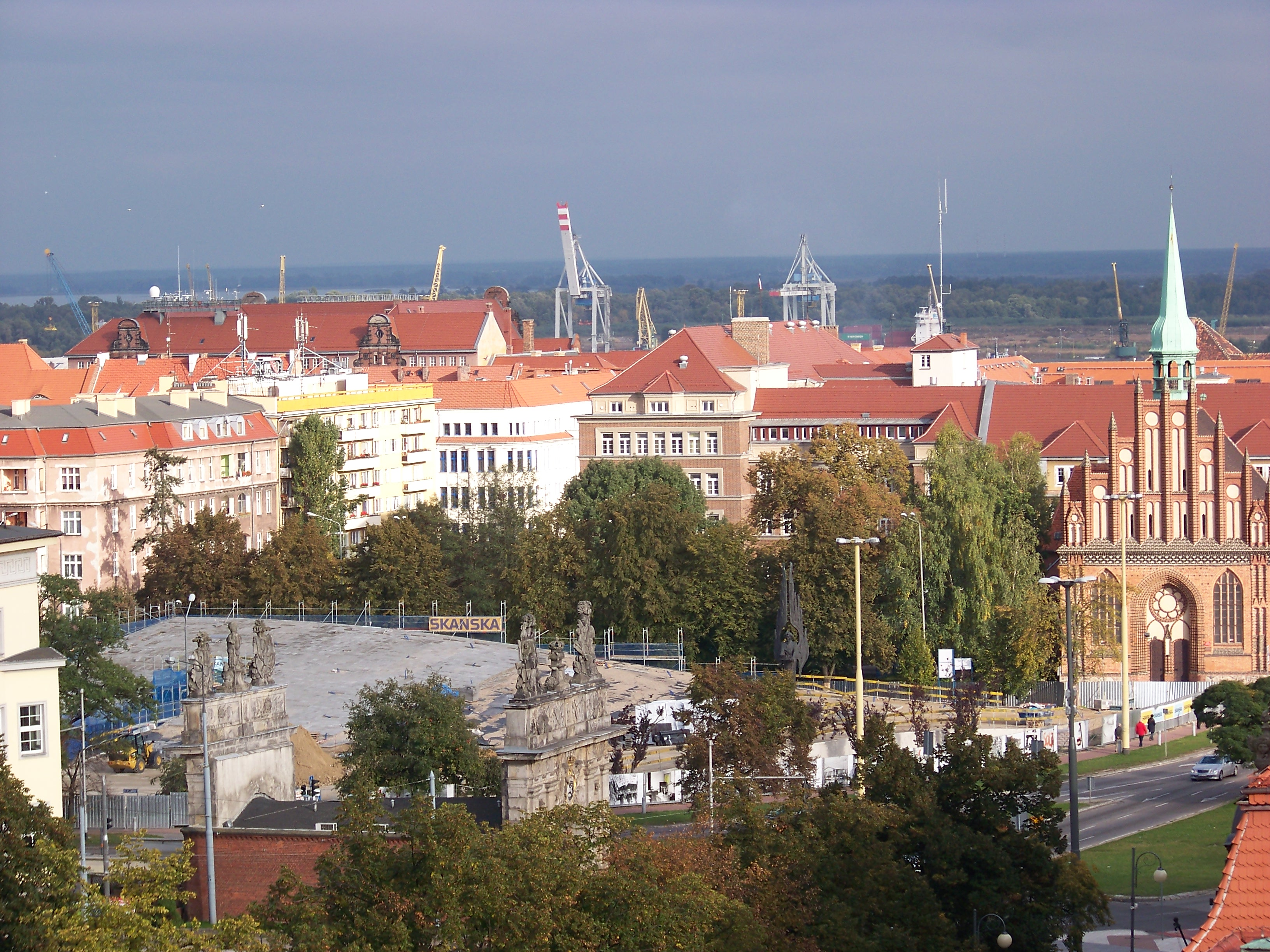
Centrum Dialogu „Przełomy” w budowie.

Konkurs na opracowanie przeznaczonej do realizacji koncepcji architektonicznej pawilonu wystawowego Centrum Dialogu „Przełomy” w Szczecinie ogłoszono 30 czerwca 2009. Spośród 55 złożonych prac 30 września 2009 komisja konkursowa wybrała projekt katowickiej pracowni KWK Promes arch. Roberta Koniecznego. Projekt zakłada integrację przestrzeni placu Solidarności z dwukondygnacyjną bryłą budynku, którego większość kubatury ukryta jest pod ziemią. Budowa rozpoczęła się w marcu 2012 i była finansowana ze środków Regionalnego Programu Operacyjnego Województwa Zachodniopomorskiego (75% kosztów inwestycji, które łącznie wyniosły 27 mln złotych) oraz dotacji udzielonej przez Urząd Marszałkowski Województwa Zachodniopomorskiego.
30 sierpnia 2013, w 33. rocznicę podpisania Porozumień Sierpniowych, podczas oficjalnej uroczystości dokonano wmurowania aktu erekcyjnego pod budowę Centrum Dialogu „Przełomy”, który podpisali: Andrzej Milczanowski – działacz opozycji demokratycznej, Olgierd Geblewicz – marszałek województwa zachodniopomorskiego, Lech Karwowski – dyrektor Muzeum Narodowego w Szczecinie.

### Koncepcja wizualna wystawy stałej
W styczniu 2013 ogłoszono konkurs na opracowanie koncepcji wizualnej ekspozycji Centrum Dialogu „Przełomy” w Muzeum Narodowym w Szczecinie, wyznaczającej kierunek opracowania szczegółowego projektu plastyczno-przestrzennego ekspozycji oraz sprawowanie nadzoru autorskiego nad realizacją wystawy. Do udziału w konkursie stanęło dziewięć firm. Zwycięzcę – Biuro Projektowo-Inżynierskie Redan sp. z o.o. ze Szczecina – wyłoniono 5 kwietnia 2013.

## Ekspozycja

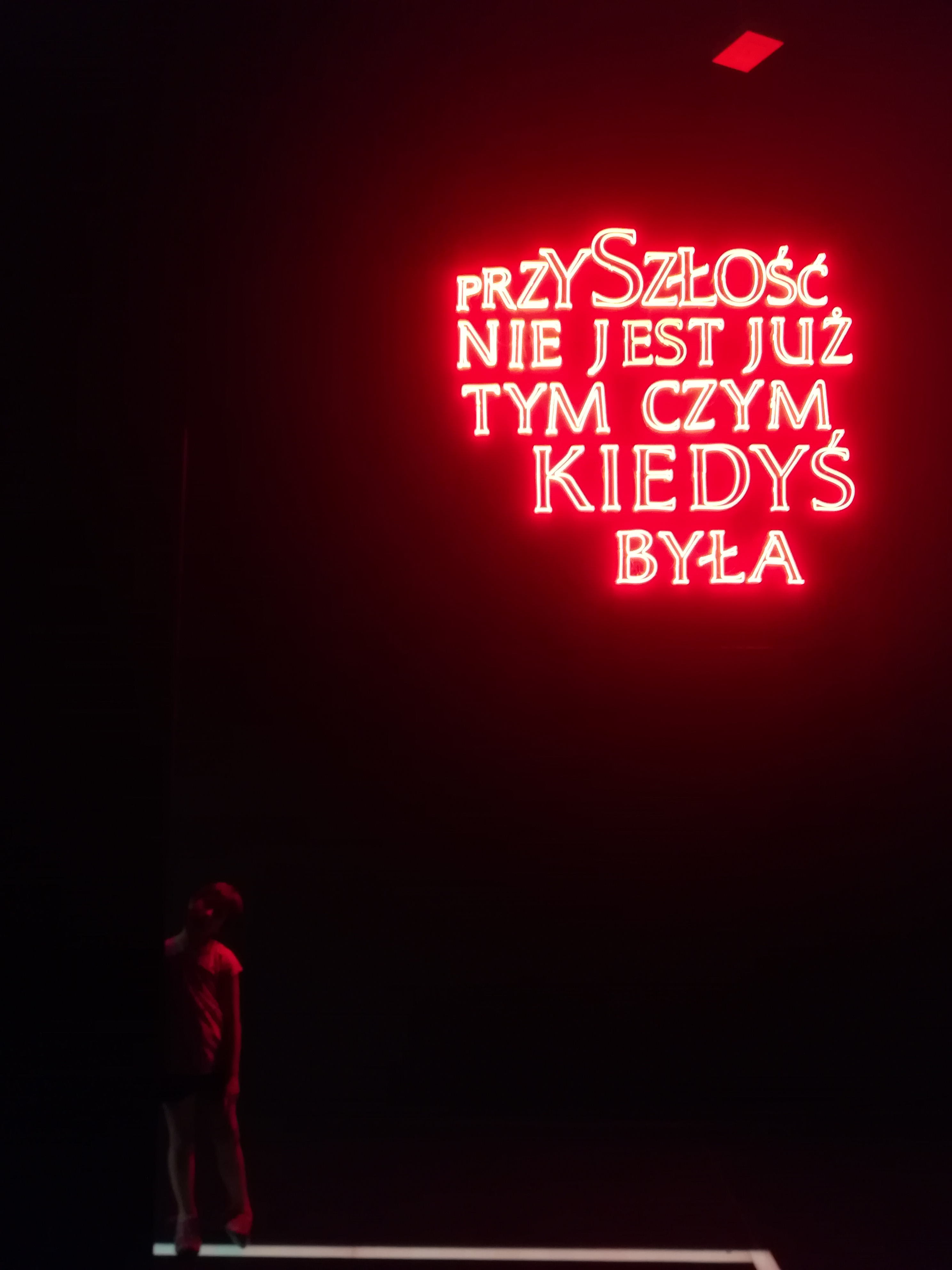
Fragment ekspozycji

### Zespół ds. ekspozycji
Zarząd Województwa Zachodniopomorskiego powołał 29 września 2010 zespół ds. wyboru i opracowania bloków tematycznych ekspozycji Centrum Dialogu „Przełomy”. W jego skład weszli:
- Lech Karwowski (dyrektor Muzeum Narodowego w Szczecinie)
- dr Eryk Krasucki (historyk Uniwersytetu Szczecińskiego)
- Agnieszka Kuchcińska-Kurcz (pełnomocnik Marszałka Województwa Zachodniopomorskiego ds. Centrum Dialogu „Przełomy”)
- Andrzej Milczanowski (działacz opozycji demokratycznej)
- prof. Jan Maria Piskorski (historyk Uniwersytetu Szczecińskiego)
- prof. Edward Włodarczyk (historyk Uniwersytetu Szczecińskiego)

Skład zespołu uległ zmianie z powodu rezygnacji Lecha Karwowskiego oraz prof. Edwarda Włodarczyka, których miejsca w kwietniu 2011 zajęli: dr Artur Kubaj (historyk IPN Szczecin) i Piotr Mync (działacz opozycji demokratycznej).

### Założenia ekspozycji
Ekspozycja Centrum została oparta na motywie „przełomów”, co jej twórcy uzasadniają następująco: „Za «przełomy» przyjęliśmy momenty w dziejach, które: a) «stawiają w innym świetle wszystko to, co dotychczas było nam dobrze znane» (Karl Schlögel); b) są związane z budzeniem się świadomości oporu czy opozycji wobec systemu władzy w wymiarze szerszym (nie jednostkowym, ale grupowym)”.
Przestrzeń ekspozycyjna została podzielona na następujące części:
Część I. GENEZA – OBCY WŚRÓD SWOICH
Tę część tworzy pięć modułów: Granica, Migracje, Władza, Młodość, Stocznia.
- GRANICA

Celem tego modułu jest ukazanie zwiedzającym ważnych kwestii dotyczących uregulowania przebiegu zachodniej granicy Polski, której obecny kształt powstał na mocy decyzji tzw. wielkiej trójki po zakończeniu II wojny światowej. W tej części celem ekspozycji będzie ukazanie wpływu braku ostatecznego rozwiązania kwestii zachodniej granicy aż do 1990 na poczucie tymczasowości i zawieszenia powstałego po 1945 społeczeństwa Pomorza Zachodniego. Sytuacja pokaże również, co oznaczają i czym charakteryzują się takie pojęcia, jak pogranicze czy człowiek pogranicza.
- MIGRACJE

Moduł ten ma na celu pokazanie specyfiki społeczeństwa, które przybyło po zakończeniu wojny do Szczecina i na Pomorze Zachodnie, ukazanie „tygla narodów”, dzięki któremu powstało odmienne od innych części Polski społeczeństwo bez jednoznacznej tożsamości regionalnej. Tu zostaną zawarte historie zarówno tych, którzy pomimo chęci pozostania musieli wyjechać, oraz tych, którzy chcieli wyjechać, a jednak pozostali do dziś. Oprócz tego ekspozycja pokaże ludzi, dla których tzw. dziki zachód miał być ich nową ojczyzną, miejscem spokojnego życia lub ukrycia się przed nową władzą.
- WŁADZA, PRZEMOC, PROPAGANDA

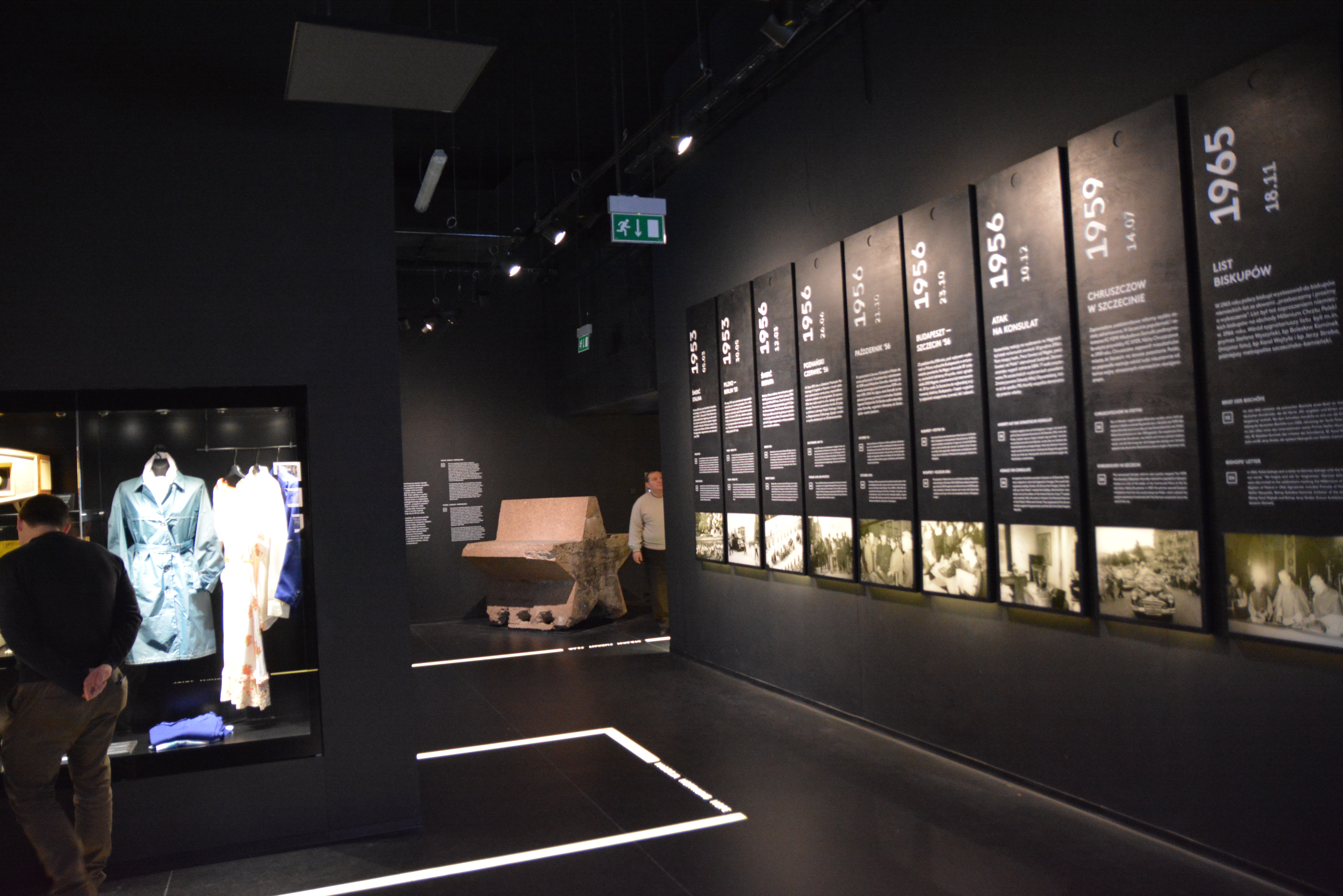
Fragment ekspozycji. Widoczna zdemontowana gwiazda wieńcząca do 1992 Pomnik Wdzięczności dla Armii Radzieckiej w Szczecinie

Zagadnienie władzy osadzone w motywie przełomów zostanie ukazane jako system, przeciwko któremu społeczeństwo się buntowało. Ekspozycja pokaże instytucje oraz metody, jakie wykorzystywała strona rządząca w poszczególnych okresach historycznych, z podziałem na te stosowane przed i po Październiku ’56. Zwiedzający zobaczą, jak system wpływał na życie ludzi, zarówno strony rządzącej, decydentów, oprawców, jak i ich ofiar, ponadto przyjrzy się ewolucji „nowego człowieka” – homo sovieticus. W module tym zostaną pokazane również środki propagandy stosowane przez władzę socjalistyczną oraz środki obronne wykształcone przez społeczeństwo.
- STOCZNIA

Stocznia Szczecińska (dawna Stocznia Szczecińska im. Adolfa Warskiego) stanowi symbol odbudowy przemysłu w Szczecinie i powstawania oraz kształtowania się środowiska robotniczego. Stocznia jako symbol i miejsce pamięci odgrywała najczęściej rolę inicjatora niemal wszystkich szczecińskich „przełomów”. W tym module zwiedzający będą mogli poznać sylwetki ludzi, którzy wpływali na zachodzące przełomy.
- MŁODOŚĆ

Moduł ten pokaże, że po II wojnie światowej Szczecin oraz Pomorze Zachodnie pod względem demograficznym tworzyli w przeważającej części ludzie młodzi, którzy już podczas wydarzeń 1970/71 znacząco wpłynęli na zachodzące wówczas przełomy. Ludzie ci jako nadzieja ówczesnego systemu na stworzenie „nowego człowiek” stali się w efekcie pokoleniem buntowników. Dlatego w tym miejscu zostaną przywołane osoby, które stanowiły źródło energii zarówno dla Szczecina, jak i regionu.
Część II. GRUDZIEŃ ’70 / STYCZEŃ ’71 – Niepokorne miasto

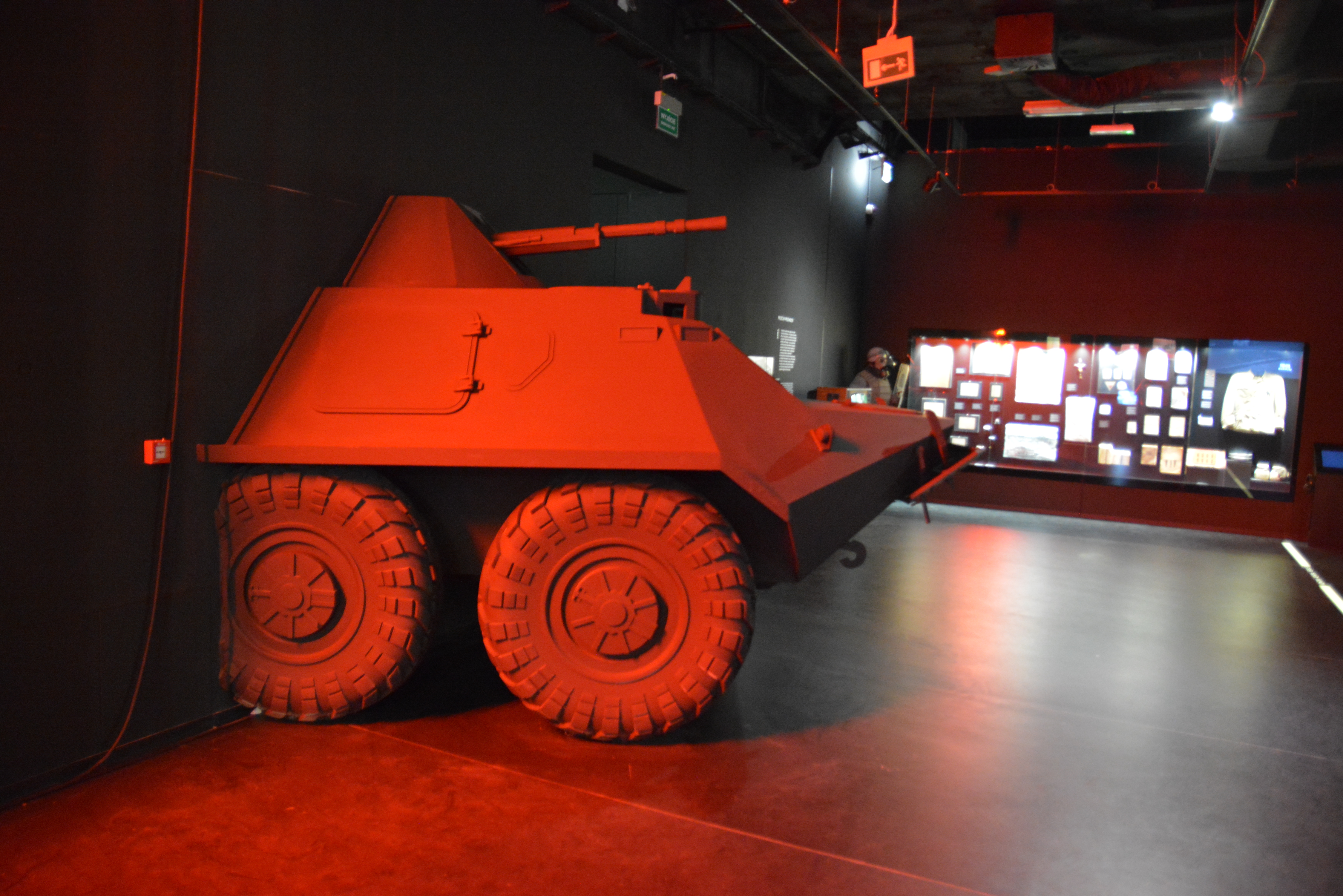
Fragment ekspozycji

W grudniu 1970 szczecińskie społeczeństwo wyraźnie zasygnalizowało, że nie godzi się z zastaną rzeczywistością, dlatego na ekspozycji zostanie przedstawiony przebieg wydarzeń grudniowych jako pierwszych ze szczecińskich „przełomów”. Część skupi się na wydarzeniach, do jakich doszło w latach 70. XX w., poczynając od regulacji cen i atmosfery, jaka wynikła z podjętych przez KC PZPR decyzji w tej kwestii, przez wydarzenia w Gdańsku, Gdyni, Elblągu oraz Słupsku, szczeciński Grudzień ’70 i jego ofiary, tzw. republikę szczecińską (strajk w mieście), strajk w styczniu 1971 jako model strajku dla całej Polski, Czarny Marsz, dekadę Gierka, po kształtowanie się w Szczecinie przedsierpniowej opozycji i środowisk, jak Komitet Obrony Robotników, Ruch Obrony Praw Człowieka i Obywatela, Szczeciński Klub Katolików czy Wolne Związki Zawodowe.
Część III. SIERPIEŃ ’80 / GRUDZIEŃ ’81 – Droga do wolności

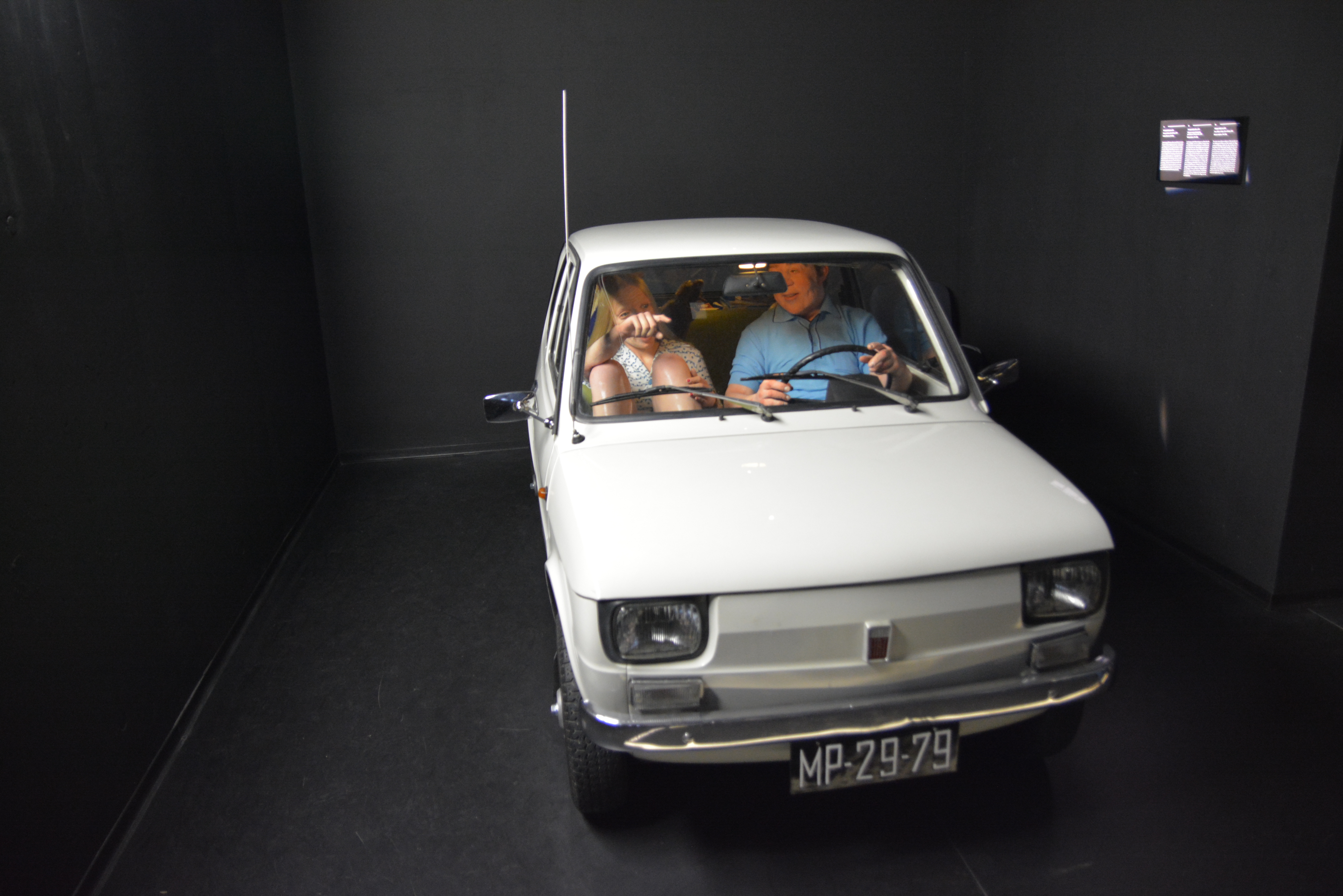
Fragment ekspozycji

Wydarzenia zawarte w tej części stanowiły kolejny istotny punkt w przełomach oraz  w tworzeniu się lokalnej tożsamości. Ekspozycja pokaże, co stało się z poczuciem wspólnoty i międzyludzkiej solidarności w momencie wprowadzenia stanu wojennego. Część przedstawi ponadto strajk w sierpniu 1980, rolę Stoczni Szczecińskiej im. Adolfa Warskiego oraz wkład takich zakładów, jak Stocznia Remontowa „Parnica”, Szczecińska Stocznia Remontowa „Gryfia” czy Wojewódzkie Przedsiębiorstwo Komunikacji Miejskiej w Szczecinie. Zwiedzający będą mogli zobaczyć, dlaczego w Szczecinie podpisano porozumienia sierpniowe dzień wcześniej, jaki był obraz szczecińskiej „Solidarności” w PZPR, SB czy cenzurze. Zostaną przypomniane momenty zapalne: od Sierpnia ’80 przez strajk ze stycznia 1981 po wprowadzenie stanu wojennego, „proces jedenastu”, internowanie działaczy szczecińskiej „Solidarności” w Wierzchowie Pomorskim i Strzebielinku. Część zamkną demonstracje z 3 i 4 maja 1982.
Część IV. SIERPIEŃ ’88 / CZERWIEC ’89 – Koniec i początek
W przedostatnim module zwiedzający zobaczą, co oznaczała solidarność: pomoc, wsparcie ludzi przez udostępnienie lokali poszukiwanym przez SB lub na spotkania konspiracyjne, działalność Biskupiego Komitetu Pomocy dla Osób Represjonowanych i ich Rodzin, zbiórki pieniędzy w ramach tajnych komisji zakładowych „S” dla uwięzionych i internowanych, dary z Zachodu, w tym przemyt środków techniki drukarskiej, rozmaite wydawane nielegalnie druki rozprowadzane jako „cegiełki”. Ekspozycja przedstawi, jak wyglądało alternatywne życie kulturalne: domowe spektakle teatralne i pokazy wideo. Pokaże też kościoły katolickie jako miejsca, w których odbywały się msze za Ojczyznę, spektakle z udziałem wybitnych aktorów i pieśniarzy. Przedstawi Kościół katolicki jako organizatora pielgrzymek do Częstochowy czy grobu ks. Jerzego Popiełuszki, udostępniającego swoje pomieszczenia na spotkania opozycji, także z ogólnopolskimi liderami podziemnej „S”. Oprócz tego widz będzie mógł zobaczyć ulotki oraz pisma podziemne (np. „Grot”, „Termit”, „CDN”, „OBRAZ”), pozna istotę pomysłu powoływania ogniw „Solidarności” na podstawie ustawy o związkach zawodowych. Punktami końcowymi będą tutaj strajki 1988 oraz ich wpływ na zainicjowanie rozmów przy Okrągłym Stole, a także rozbicie „Solidarności” poprzez Porozumienie na Rzecz Przeprowadzenia Demokratycznych Wyborów w NSZZ „Solidarność”.
Zakończeniem ekspozycji będzie spięcie w klamrę zagadnień przywołanych w części I – podniesiony szlaban jako finał Granicy, zdjęcie martwej Stoczni Szczecińskiej jako finał Stoczni, sylwetki i opowieści osób niezadowolonych z przemian oraz tych, którzy wyjechali z Pomorza Zachodniego albo z kraju, jako finał Migracji.
Część V. WYSTAWY CZASOWE
Wystawy czasowe będą uzupełnieniem treści ekspozycji stałej o tematy nawiązujące do aktualnych wydarzeń w Polsce i na świecie oraz planowanych debat, konferencji, obchodów rocznicowych.

## Dotychczasowe działania
Działalność Centrum Dialogu „Przełomy” została zainicjowana 30 września 2009 w dniu ogłoszenia wyników konkursu architektonicznego na budynek Centrum oraz uruchomienia strony internetowej przedsięwzięcia. Od tego czasu placówka prowadzi działania edukacyjne.
Wystawy:
- wystawa plenerowa: „Obrazy pamięci” (2013)

Wykłady i konferencje:
- konferencja popularnonaukowa: „W poszukiwaniu «ziemi obiecanej»” (2011)
- wykład prof. Antoniego Dudka: „Kulisy przełomu ustrojowego w Polsce w 1989 roku” (2012)
- wykład prof. Grzegorza Motyki: „Rzeź wołyńska. Jak przezwyciężyć polsko-ukraiński konflikt pamięci?” (2013)

Debaty publiczne:
- spotkanie dyskusyjne: „Mój wielki Szczecin – ludzie PRZEŁOMÓW” (2009)
- debata młodzieżowa: „Po co nam patriotyzm?” (2009)
- debata młodzieżowa „Made in PRL” (2010)
- debata: „Nie tylko Sierpień ’80. Polityka i historia” (2010)
- debata oksfordzka: „Stan wojenny – zło czy konieczność?” (2011)
- debata oksfordzkia na Uniwersytecie Szczecińskim: „Akcja Wisła – z dziejów konfliktów polsko-ukraińskich” (2012)
- debata nad filmem „Nasze matki, nasi ojcowie” (2013)
- debata „Sierpień ’88. Pamięć świadków historii” (2013)
- debata: „Od sławy do niepamięci – dewaluacja mitu?” (2013)
- debata: „Peenemünde i Golm. Rakietowy ośrodek doświadczalny z obozem koncentracyjnym i cmentarz ofiar wojny. Korzenie i skutki wojny. Historyczna pamięć niemiecka czy międzynarodowa?” (2013)

Lekcje historii:
- lekcja historii w Stoczni Szczecińskiej: „Historia – ludzie, miejsce, wydarzenia. 30. rocznica Sierpnia ’80” (2010)
- „Pomoc dla Polski” (2013)
- „Od słupa do traktatu” – lekcja historii nt. Sierpnia ’88 (2013)
- „Wokół Szczecińskiego Sierpnia ’88” (2013)
- spotkania z młodzieżą: „Cena wolności – lekcje demokracji” (2012)

Widowiska historyczne:
- 65. rocznica przybycia na Pomorze Zachodnie transportów ze Wschodu (2011)
- Inscenizacja historyczna w 30. rocznicę ogłoszenia stanu wojennego (2011)
- Bitwa o ulicę Dubois (2010)
- Rekonstrukcja ataku marynarki wojennej na port z okazji 20. rocznicy Sierpnia ’88 (2008)

Konkursy dla szkół:
- Pamiętam Sierpień ’80. Świadkowie historii i ich świadectwa (2008)
- Grudzień ’70 genezą Sierpnia ’80. Świadkowie i ich świadectwa (2010)
- Wokół Szczecińskiego Sierpnia ’88 (2013)

Rocznice i akcje promocyjne:
- Obchody 30. rocznicy wprowadzenia w Polsce stanu wojennego (2011)
- premiera filmu: „Bezsenność” oraz debata „Komu stawiać pomniki, kogo z nich zdejmować?” (2012)
- organizacja obchodów 25. rocznicy Sierpnia ’88 (2013)
- premiera filmu: „Santa Rosa – odyseja w rytmie mariachi” (2013)
- event na ulicach Szczecina: „Wkrótce Szczecin będzie nasz” (2013)
- Grudzień ’70 (2010)
- Stan wojenny (2011)
- 20. rocznica III RP (2009)
- The Tall Ship’s Races (2013)